# Sihorā
Sihorā är en ort i Indien.   Den ligger i distriktet Jabalpur och delstaten Madhya Pradesh, i den centrala delen av landet, 600 km söder om huvudstaden New Delhi. Sihorā ligger 391 meter över havet och antalet invånare är 41 192.
Terrängen runt Sihorā är platt. Runt Sihorā är det tätbefolkat, med 319 invånare per kvadratkilometer. Sihorā är det största samhället i trakten. Trakten runt Sihorā består till största delen av jordbruksmark.